# Caltanissetta

Localització de Caltanissetta

Caltanissetta (sicilià Nissa o Cartanissetta i en català Catalaniseta) és un municipi italià, situat a la regió de Sicília i a la província de Caltanissetta.

## Geografìa
L'any 2006 tenia 60.355 habitants. Limita amb els municipis de Canicattì (AG), Delia, Enna (EN), Marianopoli, Mazzarino, Mussomeli, Naro (AG), Petralia Sottana (PA), Pietraperzia (EN), San Cataldo, Santa Caterina Villarmosa, Serradifalco i Sommatino.

## Administració
| Període   | Identitat         | Partit                |
| --------- | ----------------- | --------------------- |
| 1993-1997 | Giuseppe Mancuso  | AN                    |
| 1997-1999 | Michele Abbate    | PCI                   |
| 1999      | Stefano Agliata   | Commissario regionale |
| 1999-2009 | Salvatore Messana | IDV                   |
| 2009-     | Michele Campisi   | PdL                   |

## Fills il·lustres
- Girolamo Gravina (1603 - 1662) jesuïta missioner a la Xina.